# ケロロ軍曹 メロメロバトルロイヤル
『ケロロ軍曹 メロメロバトルロイヤル』（ケロロぐんそう メロメロバトルロイヤル）は、2004年9月30日にバンダイから発売されたPlayStation 2用のゲームソフトである。3Dドタバタ対戦アクションゲームである。『ケロロ軍曹』のゲーム作品第1弾。後にベスト版も発売された。

## 概要
『ケロロ軍曹』のキャラクターが3Dマップ上のバトルフィールドでバトルを繰り広げるパーティアクションゲーム。
世界観は概ね原作に基づいているが、地球のことをペコポンと呼んだり、623がサブローになっていたり、小雪の夏美への呼称が「夏美ちゃん」「夏美さん」両方が混在するなど、一部システムにアニメの設定も混在している。

## ゲーム内容
ストーリーモード
それぞれのキャラクターの視点でストーリーを追うモード。物語の展開はアニメに沿うが、上述のように作品の世界観自体は原作準拠であるため、キャラクターによっては原作準拠のエピソードが繰り広げられることもある。
フリーモード
対戦。自分で自由に人数やチームを設定できる。
トレーニング
技の練習ができる。2人までしか選べない。
オプション
難易度、制限時間などの設定ができる。
ギャラリー
ゲーム中のサウンドやボイスが聞ける。ゲームの進捗状況や達成記録度合いにより増えていく。

## システム
基本は通常技、投げ、必殺技・超必殺技を駆使した上で対戦相手を倒していき、バトル中に落ちてくるアイテムを拾ったり、ステージ内で発生する様々なギミックを活用してバトルを生き残っていくことが目的。敵を全員倒すか、タイムアップ時にHPが最も多かったものが勝ちとなる。

### 基本操作
基本操作は、パンチ（〇）、必殺技（△）、ジャンプ（×）、投げ（□）、ガード（L1）、そして超必殺技（R2）の5種。ガード中に左スティック操作で「ごろごろ」ができ、相手の攻撃を瞬時にかわすことが可能。タイミングよく相手の攻撃をガードするとクリティカルガードとなり、敵を突き飛ばせる。

### 感情状態
各キャラクターの基本性能に様々な変化を引き起こす状態。自身が有利である時に出現する「楽モード」と、不利になってしまった時に現われる「怒モード」の2種類が存在する。初期状態では何も起きていない状態が「ニュートラル」、一方的に攻撃されると「怒モード」、逆に攻撃し続けていると「楽モード」となる。キャラクターによっては好意を寄せているあるいは親密な関係にある「弱点キャラ」、険悪あるいは対立関係にある「嫌いキャラ」がそれぞれ存在し、味方で弱点キャラが殴られると「怒」が溜まり、KOされると「怒」が静まる。嫌いキャラが殴られるかKOされると「楽」が溜まる。
- - 楽モード

移動速度がアップ。
精神力ゲージの溜りが早くなる。
精神力ゲージ残量が1以下にならない。
- - 怒モード

発動時に、精神力ゲージが瞬時に満タンになる。
スーパーアーマー状態になり、攻撃を食らってものけぞらない。また持続中は気絶しない。
移動速度がダウン。
ダッシュ不能になる。

### ステータス
本作では「精神力ストック」と呼ばれる専用のゲージが存在し、必殺技と超必殺技を使用するにはこのゲージが一定量必要となる。HP・パワー・感情状態・精神力ストックは対戦開始前のハンデ設定にて任意で変更可能。

## 登場キャラクター
初期状態で10人・隠しキャラ2人、計12人が使用可能。嫌いキャラについては他にも存在しないキャラクターが多い一方、ドロロや桃華など原作・アニメとは設定が異なっている人物がいる。サブローは弱点キャラ、嫌いキャラがいない。

### 宇宙人
ケロロ軍曹
声：渡辺久美子
主人公。平均的に高い能力を持つ。
必殺技1 爆熱ケロロフィンガー
前進しながら赤く輝く手で相手を攻撃する。
必殺技2 必殺ガトリングほうきアタック
ほうきを持って回転しながら上昇攻撃を繰り出す。　　
超必殺技 至福のひととき（→）お前ら全員アホンダラじゃあ〜!
ガンプラの頭部部分接着状態のままで、その後何もなければガンプラを完成させて楽モードになる。一方で攻撃されると全身にダイナマイトを身にまとい自爆覚悟の大ダメージを与える技へと変化する。
弱点キャラ 冬樹
嫌いキャラ 夏美
ギロロ伍長
声：中田譲治
軍人気質を持つ戦闘のプロ。相手を怯ませられる技を多く持つ。重火器を装備しているため動きが遅く、二段ジャンプも不可だが、1ジャンプにおける高さはプレイアブル内トップであり、二段分とほぼ同等のジャンプ力。怒モードではスピードが高くなる。
必殺技1 60mmレーザーキャノン
相手に向けて長距離レーザーを撃ち込む技。
必殺技2 ケロン地雷
その場に地雷を設置するトラップ系の技。もう一度同じ技を発動させると地雷を起爆させる。
超必殺技 MS-18E ケンプファー Ver.ギロロ
相手に向かってバズーカでの一斉射撃を行い、その後チェーンマイン（連結式機雷）を投げつける銃火器系オンパレードの必殺技。
弱点キャラ 夏美
嫌いキャラ クルル、サブロー
タママ二等兵
声：小桜エツ子
ケロロを慕う幼年ケロン人。初心者から上級者まで使いやすいオールマイティキャラクター。格闘戦に強く、スピードも速い。怒りやすい。難易度むずかしいをクリアすれば隠しコスチュームを選択可能。
必殺技1 タママインパクト
口からレーザー状の破壊光線を繰り出すタママの得意技。
必殺技2 燃えよ!ケロロン
その場でヌンチャクを振り回す範囲技。
超必殺技 タママ流究極奥義・超嫉妬玉
上空にジャンプした後、地面に向けて世界中の嫉妬を球体状にして放たれる究極技。操作せずに放置しておくと手を上空にかざして嫉妬玉の威力が増加する。
弱点キャラ ケロロ
嫌いキャラ モア
クルル曹長
声：子安武人
陰険・陰湿な発明家。全キャラクターで唯一ガードしながら移動できる。そのため「ごろごろ」ができない。スピードが遅い。
必殺技1 リフレクターシールド
攻撃判定のある特殊な防御板を前方に作り出す技。飛び道具を跳ね返す効果あり。
必殺技2 俺の子守唄でも聴いていっちまいな!
周囲に催眠音波を発信させて命中した相手を30%の確率で眠らせる状態異常攻撃技。
超必殺技 クルル時空・改 Ver.黄泉比良坂
相手を飲み込む渦を作り出す技。ただし、発生が遅い。
弱点キャラ モア
嫌いキャラ ギロロ
ドロロ兵長
声：草尾毅
アサシン部隊の精鋭トップ。特殊な操作方法を必要とするテクニカルキャラクター。スピードが速く、3段ジャンプが可能。ジャンプ中にR1を押すとジャンプキャンセル着地できる。
必殺技1 必殺ドロロ車
宙に浮いた状態で前転して行き、触れた相手を切り裂く技。
必殺技2 ドロロ流・影縫い
ドロロを包み込む黒い球体を生み出し、範囲内にいた敵を居合い斬りで攻撃する技。
超必殺技 変異抜刀 ドロロ切り
瞬時に前方に向かって駆け抜け、軌道上にいる敵を居合い斬りで攻撃する技。
弱点キャラ 小雪
嫌いキャラ ケロロ
アンゴル＝モア
声：能登麻美子
ストーリーモードをケロロ小隊全員でクリア後使用可能。
ケロロを「おじさま」と慕うアンゴル族の少女。通常攻撃・必殺技の威力が高いパワー重視のキャラクター。喜びやすい。難易度むずかしいをクリアすれば隠しコスチュームを選択可能。
必殺技1 ルシファースピア
愛用のルシファースピアで突き攻撃を繰り出す技。連続入力可能で、突き→振り上げ→振り下ろしの最大3連続コンボへと繋がる。
必殺技2 黙示録撃（ハルマゲドン）1/10,000,000,000,000
ルシファースピアを地面に叩きつける技。攻撃時に発生する衝撃波に命中判定がないために射程は短め。
超必殺技 黙示録撃1/10,000,000,000
ルシファースピアを地面に勢いよく叩きつけて地面にいるキャラクター全員に攻撃する技。破壊力は一番大きい。地面にいれば画面端同士でも命中するが発動の隙が大きめ。
弱点キャラ ケロロ
嫌いキャラ なし

### 地球（ペコポン）人
日向冬樹
声：川上とも子
ケロロ軍曹の親友。基本性能は低め。コンボも繋げにくいが、超必殺技はガード不能の凄まじい威力を秘める。
必殺技1 やけくそ冬樹アタック
腕を振り回しながら前進していく技。
必殺技2 伝説モード
色々な物を身にまとい怒モードと同じようにスーパーアーマー状態になる。
超必殺技 衝撃映像
めったに怒らない冬樹が怒って相手を掴んだ後、瞬時に攻撃を繰り出す技。相手を掴んで発動のために命中射程は短いが、ダメージ量は本作で2番目の強さ。
弱点キャラ ケロロ、夏美、秋
嫌いキャラ なし
日向夏美
声：斎藤千和
冬樹の姉。基本性能が高く、格闘戦に優れる。三段ジャンプが可能。
必殺技1 723シュート
前方にジャンプ回転し、相手を掴みにいく投げ技。
必殺技2 H・ES（ヒナタ・エクソダスシール） Ver.夏美 
強烈な回し蹴りを繰り出す技。やや出が遅い。秋と同じチームで同名の技を同時に相手に当てるとH・ES コンビネーションが発動する。
超必殺技 デビルサマー
怒りのオーラを見せた後、前方の相手を掴んで攻撃を繰り出す技。射程は極めて短い。
弱点キャラ 冬樹、サブロー
嫌いキャラ ケロロ
西澤桃華
声：池澤春菜
冬樹に片思いしている同級生。タママ同様二重人格。あまり速くはないが、怒モードになってもダッシュ可能。
必殺技1 ポール列波!
指を鳴らした途端に執事のポールが技を繰り出す。技を出す直前に攻撃されるとポールが倒れる。
必殺技2 雷撃!!（桃華観察衛星 SOL）
その場に衛星からの稲妻を落とす技。
超必殺技 降臨・裏桃華!!!
裏桃華を一定時間呼び出して分身攻撃ができるようになる技。
弱点キャラ 冬樹
嫌いキャラ 夏美
サブロー
声：石田彰
夏美の憧れの人物。クルルのパートナー。通常攻撃のコンボ中アイテムを投げつけて状態異常を引き起こすことができる。スピードが遅い。
必殺技1 マニピュレーション
紙飛行機（ホーミング）、木馬（ガード上からでも気絶値上昇）、爆弾（ガード不可、高威力）のいずれかを生み出す技。
必殺技2 インビジブル
その名の通り一定時間姿を消す技。ホーミング効果のある武器からも逃れられる。
超必殺技 出会いには必ず別れがあるBYサブロー
一定時間自身の周りにファンネルを作り出す技。フィンファンネル（高めの攻撃力）、ドムの頭（高めの気絶値上昇効果）、木馬（ガード上からでも気絶値上昇）の3種類がある。
弱点キャラ なし
嫌いキャラ なし
東谷小雪
声：広橋涼
夏美の同級生。忍者の少女。ドロロのパートナー。身のこなしが軽く、空中ダッシュが可能。喜びやすい。
必殺技1 乱れクナイ
クナイを投げる技。ダッシュ中に繰り出すと3方向にクナイを投げ、待機中に使うと前方に向けて3本クナイを投げる。
必殺技2 快刀乱麻
下段回し蹴りから身体を回転させ打撃を繰り出す技。
超必殺技 忍法･桜吹雪
前方にダッシュし俊敏な動きで相手を切り裂く技。
弱点キャラ 夏美
嫌いキャラ なし
日向秋
声：平松晶子
ストーリーモードを地球人全員でクリア後使用可能。
日向家の家長で冬樹、夏美の母。夏美以上に基本能力が高く、1対1の格闘戦に優れる。空中ダッシュが可能。
必殺技1 H・ES（ヒナタ・エクソダスシール） Ver.秋
突進しながら肘打ちを繰り出す。その後、追加コマンドで気の塊や空中投げなどの派生技を持つ。夏美と同じチームで同名の技を同時にを相手に当てるとH・ES コンビネーションが発動する。
必殺技2 真空日向投げ
その場で構えた後、攻撃してきた相手をすかし投げで反撃する。発動時間は短め。
超必殺技 アクションインパクト 神竜日向拳
きりもみしながら上昇攻撃を繰り出していく。命中範囲は狭く、近接していないとコンボにならない。

## アイテム

### ガード不可系
- ケロボール

敵に電撃攻撃をかける。ボタン押しっぱなしで25％の確率で故障・爆発する。
- スペースコロニー

投げると空から巨大なコロニーが落ちてくる。「○○は自らの行いに恐怖した」のナレーションとともに、敵味方問わず全員に大ダメージ。
- 石鹸

踏むとダウンする。
- タライ

取ると自分以外のキャラクターの頭上に落下しダメージを与える。
- 投げ槍

ガード不能で敵を貫通していく。
- バケツ

ケロン人に当たるとバケツを頭から被る状態になり、一回だけオートガードになる。
- バナナの皮

バナナを取ると出現。設置して踏むとダウンする。
- 雪玉

神社（雪景色）ステージ限定アイテム。ガード不能。特定の場所ならいくらでも拾える。

### 装着系
着けていると、様々な効果が得られる。ダメージを受けると外れる。
- お面
  - ゲロロ酋長

装着している間移動速度が1.35倍に。
  - キロロの右

装着している間ずっと攻撃力が1.3倍に。
  - ダママ男爵

装着している間ずっと精神ゲージ増加率が3倍に。
- ガスマスク

秘密基地（司令室）ステージ限定アイテム。睡眠ガスの効果を無効化する。
- シャアの角

装着している間スピードが1.75倍になる。

### ガード系
- ガンダムシールド

敵からの攻撃を7回自動防御する。
- ギャンシールド

敵からの攻撃を1回自動防御、防御時にミサイルを発射する。
- ゲルググシールド

敵からの攻撃を3回自動防御する。

### 射撃系
- アサシン大豆銃

散弾銃。威力は低めだが、攻撃範囲がかなり広い。連続ヒットはしないが、連射可能。弾数は8発。
- 火炎放射器

押している間、炎が出続ける。
- キンキンケロン波

相手を貫通するレーザー形飛び道具が撃てるようになる武器。弾数は5発。
- ザクマシンガン

連射可能。弾数は9発
- ビームライフル

形状はガンダムのビームライフル。弾数は8発。
- ハイパーバズーカ

形状はνガンダムのバズーカ。相手に命中時に発生する爆風にも攻撃判定あり。弾数は4発。
- ロケットランチャー

誘導機能がある。弾数は3発。

### 打撃系
- 小槌

攻撃すると相手にランダムで状態異常を引き起こす。
- スタンガン

気絶値が高い。ガード上からでも気絶値が溜められる。
- ハイパービームサーベル

高威力でリーチも長く、手元まで攻撃判定のある武器。
- まくら

30％の確率で相手を眠らせることができる。リーチは短く威力は低め。
- 槍

ビームサーベルよりやや威力は劣る武器。

### 投げ系
- アイテムボックス

秘密基地（格納庫）ステージ限定。何かにぶつけると割れて中から別のアイテムが出てくる。
- 足かせ

相手にぶつけると相手をジャンプ･ダッシュ不能にできる。
- あの埋蔵金

温泉（地下遺跡）ステージ限定。何かにぶつけると割れて中から別のアイテムが出てくる。
- 宇宙生物ミックスお好み焼きFX

相手にぶつけるとしばらく頭にへばりつく。当たると体力が8％回復するが、精神力ゲージストックが1つ減る。
- 桶

温泉（露天風呂）ステージ限定アイテム。
- ガスボンベ

投げると画面中を飛び回り、当たるとダメージ。落ちている状態のガスボンベを攻撃しても飛び始める。
- ガチャモン

宇宙生物が封印されたボール。相手に投げつけると4種類の内どれかの効果を発揮する。
- - 宇宙ニョロ

相手をしばらく行動不能にする。
- - 宇宙植物ドリーミン

しばらく行動不能になるうえ、体力が徐々に減っていく。
- - チスイホタルΣ

キャラクターに取り付き、徐々に体力を奪う。取り付かれたキャラクターは、他のキャラクターを攻撃することでチスイホタルを乗り移させることができる。
- - アンドロメディアンハスキー

くっつかれている間、ジャンプとダッシュが不能に。
- カメ

神社（夏祭り）ステージ限定。屋台から出てくる。
- 石版

温泉（地下遺跡）ステージ限定。ぶつけると割れて中から別のアイテムが出てくる。
- 爆弾

形状は不発弾。時限式の爆弾。カウントが0になると爆発する。抱えている最中に攻撃を受けても自分がダメージを受ける。地面に落ちている爆弾に攻撃を加えても爆発する。

### 効果系
- 沖縄製菓

ライフ15%回復。
- コーヒー牛乳

ライフ12%回復。
- 食パン

ライフ15%回復。
- わたあめ

神社（夏祭り）ステージ限定。体力10%回復。柄が3種類あるが特に違いはない。
- やきいも

ライフ10%回復。女性キャラクター限定で精神ゲージ1本回復。
- バナナ

体力10%回復。食べた後、皮を投げ武器として使える。
- 宇宙ケルベロスのキモ

ライフ20%、精神力ゲージ2本回復。
- ケロッチューチョン

ライフ回復、ただし、精神力ゲージのストック数が減少。
- パワーUPドリンク

攻撃力が1.3倍になる。
- ストック上限UP剤

精神力ゲージのストック数上限が1本増える。
- スター

一定時間、無敵になることができる。
- スポットライト

拾った瞬間、画面が真っ暗になり、自分以外のキャラクターにランダムにスポットライトが当たる。
- 消えたライトスポット

ライトの故障品。拾った瞬間、画面が真っ暗になる。
- すいとーるくん

すいとーるくんに乗って高速移動&体当たりが可能になる、ただし、ジャンプはできなくなる。一定時間経過するか、敵の攻撃を1発くらうと爆発して壊れ、ダウンする。
- フィン･ファンネル

フィン･ファンネルを打ち上げる。拾った本人以外をランダムに攻撃する。取ると専用台詞あり。

### 固有系
以下のアイテムは特定のキャラクターが取ると精神力ゲージが全快する。他のキャラクターが取っても効果は無く、ステータスの変化も起こらない。専用の台詞も存在し、取ったバージョンと取られて文句を言うバージョンの2種類がある。
- ガンプラ

ケロロ専用。
- 松ぼっくり

ギロロ専用。
- くるくるキャンディ

タママ専用。
- ヒップホップCD

クルル専用。
- お花

ドロロ専用。
- UFO

冬樹専用。
- 鬼娘の水着

夏美専用。
- 金塊

桃華専用。
- ペン

サブロー専用。
- 秘伝書

小雪専用。
- 地球儀

モア専用。
- 原稿

秋専用。

## ステージ
いずれのステージも一定時間経過するとポヨン（声：おみむらまゆこ）が登場し、ステージを変更する。
- 日向家（そと / なか）
  - そと

日向家の庭。主なギミックはギロロのテントからの銃撃や突如生えてくる宇宙植物。干してあるペコポン人スーツとスワロワ人の巣に攻撃するとアイテムが落ちてくる。
- - なか

ケロロの机の上。主なギミックは爆弾、転がってくるみかん。ケロロ小隊をかたどった爆弾に受けると様々な効果を受けられる。クルルは別。プラカラーを踏むとジャンプ不可能になってしまう。完成したガンダムのプラモデルを攻撃するとバルカンで他のキャラクターを攻撃する。
- 神社（夏祭り / 雪化粧）
  - 夏祭り

夏祭りの神社。太鼓による花火や賽銭箱による御利益と任意で発動できるギミックが多い。落ちてくる屋台からはアイテムが得られる。
- - 雪化粧

雪景色の神社。おみくじを引くと様々なご利益を得られるが「大凶」が出ると雪だるまが崩れ、当たると大ダメージを受ける。浮かんでいる衛星「炎魔割」からは吹雪でアブダクション光線が発射され当たるとダメージを受ける。神社の隅からは無限に雪玉が手に入る。
- 秘密基地（格納庫 / 司令室）
  - 格納庫

ケロロ小隊の秘密基地。画面左下の発光パネルの絵柄を2枚揃えることにより3種類のギミックが発動。空中輸送ドックの上部ハッチに入ると発進台詞と共に無敵になって出てくるが、失敗してダメージを受けることもある。失敗はアニメ26話でクルルが頭の分を忘れてドックゲートを開けたためにケロロがつっかかった場面を再現している。
- - 司令室

ケロロ小隊の司令室。画面奥のスロットによりアイテム・落雷・ミサイル・睡眠ガス・全ての効果が起こる。睡眠ガスは同時に出現するガスマスクで影響を逃れることができる。
- 桃華リゾート（ビーチ / ジャングル）
  - ビーチ

桃華リゾートのビーチ。所々に段差が多い。スイカとタコ壷を攻撃するとアイテムが出現する。カニを攻撃すると色が青くなって反撃される。
- - ジャングル

桃華リゾートのジャングル。不発弾が多く転がっている。軍人の幽霊を攻撃すると竜巻を起こしたり、人魂で攻撃される。何回か攻撃すると成仏する。ストーリーモードではこの幽霊を成仏させるミッションがある。
- 温泉（露天風呂 / 地下遺跡）
  - 露天風呂

フロナガン機関。温度計を攻撃すると温泉から様々な効能を得られる。煙突や五右衛門風呂からは湯気が出ることもあり触れるとダメージを受ける。
- - 地下遺跡

過去の文明の宇宙人が残した地球制圧兵器が置いてある遺跡。土偶を攻撃するとレーザーを撃ってくる。一定時間ごとに出現するマグマスイマーに乗ると、ガード不能のドリル攻撃をすることができる。画面端の線路は電気が走っており、触れるとマグマスイマーでないとダメージを受ける。ストーリーモードでは洗脳された仲間の攻撃を掻い潜りながら、地球制圧兵器を破壊するミッションがある。

## 主題歌
『地球を征服だ、ケロロ』
歌：三松あみ&宮崎達也、作詞：相吉志保、作曲：飯塚昌明

## 予約特典
『ケロロ軍曹スウィング（ガンプラタイプ特別パッケージ入り）』
ガシャポンで発売されたものを特製パッケージに入れて配布。全5+1種類。

## 続編
- ケロロ軍曹 メロメロバトルロイヤルZ（2005年11月17日発売）